# Ліквідаційна вартість
Ліквідацíйна вáртість – сума коштів або вартість інших активів, яку банк очікує отримати від реалізації (ліквідації) необоротних активів після закінчення терміну їх корисного використання (експлуатації), за вирахуванням витрат, пов’язаних з продажем (ліквідацією).
Гарантована ліквідаційна вартість – 
- для лізингоодержувача – частина ліквідаційної вартості, що гарантується до сплати лізингоодержувачем або пов’язаною з ним стороною
- для лізингодавця - частина ліквідаційної вартості, що гарантується до сплати лізингоодержувачем або незалежною третьою стороною, яка здатна за своїм фінансовим станом відповідати за гарантією.